# Schlosspark Rheda

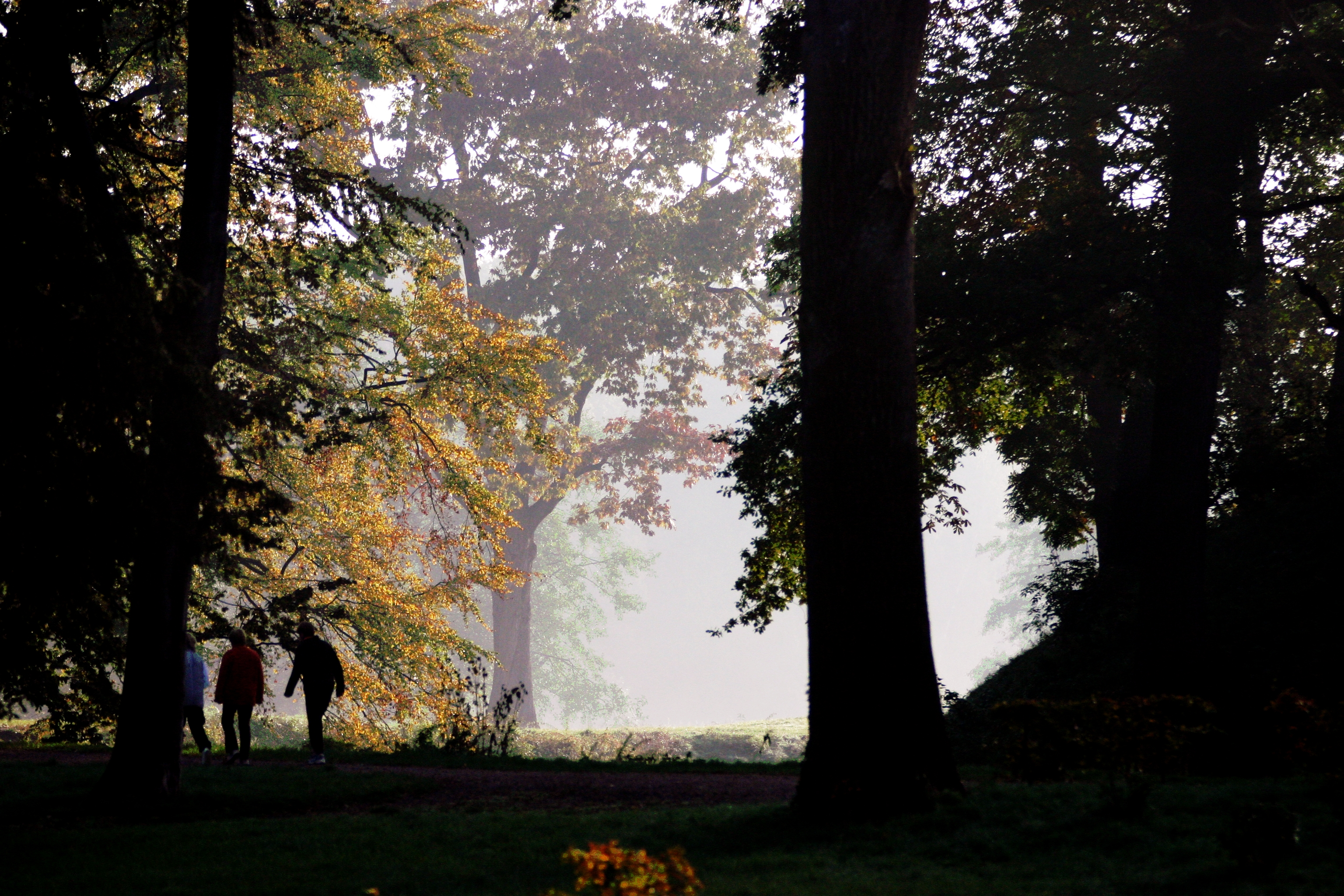
Schlosspark Rheda

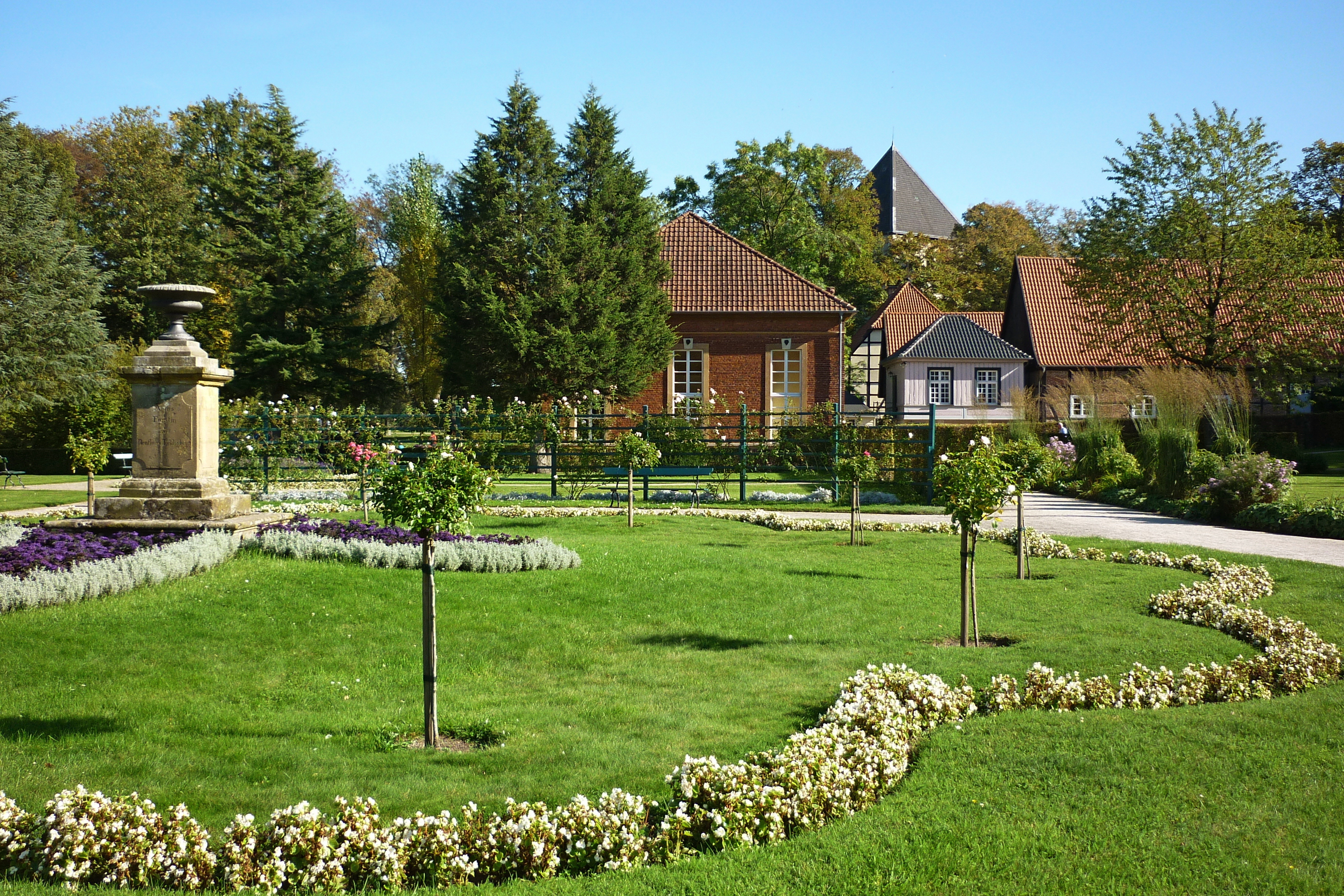
Schlossgarten Rheda

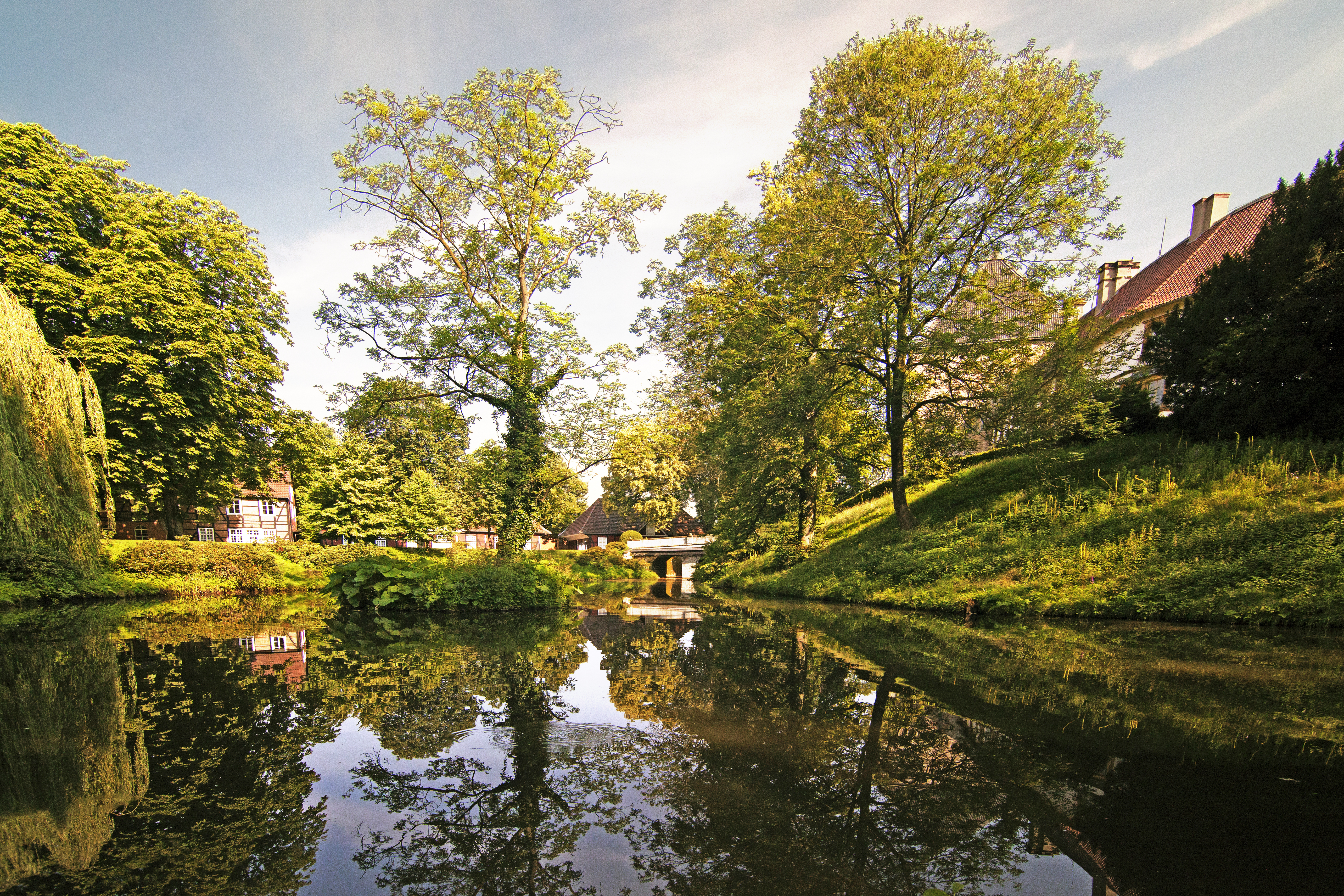
Schloss Rheda mit Gräfte und Vorburg

Der Schlosspark Rheda ist eine, schon 1623 nachweisbare, historische Garten- und Parkanlage in Rheda-Wiedenbrück (Nordrhein-Westfalen).
Der seit 1842 öffentlich zugängliche Schlosspark ist, wie das zur Anlage gehörende Schloss Rheda, im Besitz des Fürstenhauses zu Bentheim-Tecklenburg.
Die Schloss- und Parkanlage Rheda ist eingebunden in das European Garden Heritage Network und Teil der 100-Schlösser-Route.

## Lage und Größe
Der Schlosspark Rheda liegt in der Gütersloher Sandebene im Ostmünsterland, inmitten der Emsaue, südlich der Altstadt Rheda.
Der historische Schlossgarten ist etwa 1 Hektar groß. Teile der Schlossgärten sind in das Gelände der Flora Westfalica integriert, Gesamtgröße etwa 5 Hektar.
Zusammen mit den umliegenden Park- und Waldflächen ergibt sich ein Ensemble mit einer Gesamtgröße von etwa 25 Hektar.

## Geschichte

### Historischer Schlossgarten
Bereits im Mittelalter diente ein einfacher Baumgarten mit einem Teich der höfischen Gesellschaft von Schloss Rheda als Aufenthaltsort im Freien. Nachweislich seit 1623 existierte nordwestlich der Hauptinsel (Oberburg) ein Garten mit geometrischer Aufteilung. Er wurde nach holländischem Vorbild an drei Seiten von einer Gräfte umgrenzt.
In der nachfolgenden Zeit hat man den Garten in seiner Grundstruktur vermutlich nicht wesentlich verändert. Leider sind aber aus dem 17. und 18. Jahrhundert keine Pläne oder Abbildungen bekannt. Schriftliche Quellen weisen aber auf einen barocken Lustgarten mit geschnittenen Alleen und Hecken hin. Den größten Teil des Gartens nutzte man zur Anzucht von Obst und Gemüse. Um 1730 standen an beiden Seiten des Hauptweges über 300 Spalierobstbäume und sogar Melonen wurden hier kultiviert.
Im Laufe des 19. Jahrhunderts entwickelte sich im Schlossgarten eine Handelsgärtnerei mit Treibhäusern und einer Baumschule. Vor allem Topfpflanzen erfreuten sich zur Zeit des Biedermeier großer Beliebtheit. Die Geschäfte liefen so gut, dass man sogar Kataloge versandte. Da das Interesse der Bevölkerung am Gartenbau und an den gärtnerischen Anlagen sehr groß war, war der Besuch des Schlossgarten ab 1842 für die Allgemeinheit gestattet.
Den vorläufigen Höhepunkt in der Entwicklungsgeschichte des Gartens setzte die Umgestaltung am Ende des 19. Jahrhunderts. Der damalige Hofgärtner Josef Poppe schuf einen geometrischen Gartenbereich, der durch seine geschickte Raumgestaltung und durch aufwendig bepflanzte Schmuckbeete vom Haupteingang den Eindruck einer großzügigen Zieranlage erweckte. Ohne die vorhandene Grundstruktur zu zerstören, ließ er unterschiedlich große und leicht erhöhte Rondelle anlegen, geringfügig die Wege verändern und mit Rosenspalieren einfassen sowie Ruhebänke aufstellen. Zudem integrierte er den Orangeriegarten in die Gesamtanlage. Der übrige Teil des Schlossgartens blieb aber weiterhin Nutzgarten, vom Haupteingang nicht sichtbar, hinter geschnittenen Hainbuchenhecken und Spalierobst versteckt.
In den nachfolgenden Jahrzehnten des 20. Jahrhunderts erlebte die Gartenkultur am Schloss Rheda allmählich ihren Niedergang. Die Pläne des Gartenarchitekten Walter Roehse aus Gütersloh zur Umgestaltung des Gartens in eine „pseudobarocke“ Anlage und die Neuorganisation des Gärtnereibetriebes gelangten 1946 wegen des Wohnsitzwechsels der Fürstenfamilie nach Haus Bosfeld nicht mehr zur Ausführung.
In den 1960er und 70er Jahren wurden große Teile des Schlossgartens an den örtlichen Tennisclub verpachtet. 1970 kam es zur Auflösung der Schlossgärtnerei. Mit Ausnahme des Orangeriegartens, den immer schon das Fürstenhaus unterhielt, wurde der vom Hofgärtner Poppe gestaltete Gartenbereich 1973 der Stadt Rheda zur Nutzung als öffentliche Grünfläche überlassen. Anlässlich der Landesgartenschau Flora Westfalica sind die gärtnerischen Anlagen am Schloss in den Jahren 1985 bis 1988 umfassend überarbeitet worden. Während im Orangeriegarten nur geringfügige Pflegemaßnahmen notwendig waren, hat man auf der Grundlage von Originalplänen den einstigen Poppeschen Ziergarten im Zustand um 1900 rekonstruiert. Besonderer Wert ist dabei auf die Verwendung zeitgenössischer Pflanzen, insbesondere alter Rosensorten, gelegt worden. Eine Koniferensammlung aus der 2. Hälfte des 19. Jahrhunderts und gusseiserne Gartenbänke unterstreichen die historische Eigenart der Anlage.

### Umgestaltung und heutige Nutzung

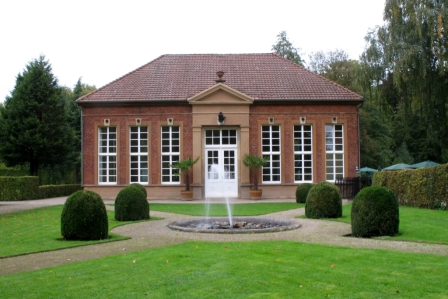
Orangerie im Schlossgarten Rheda

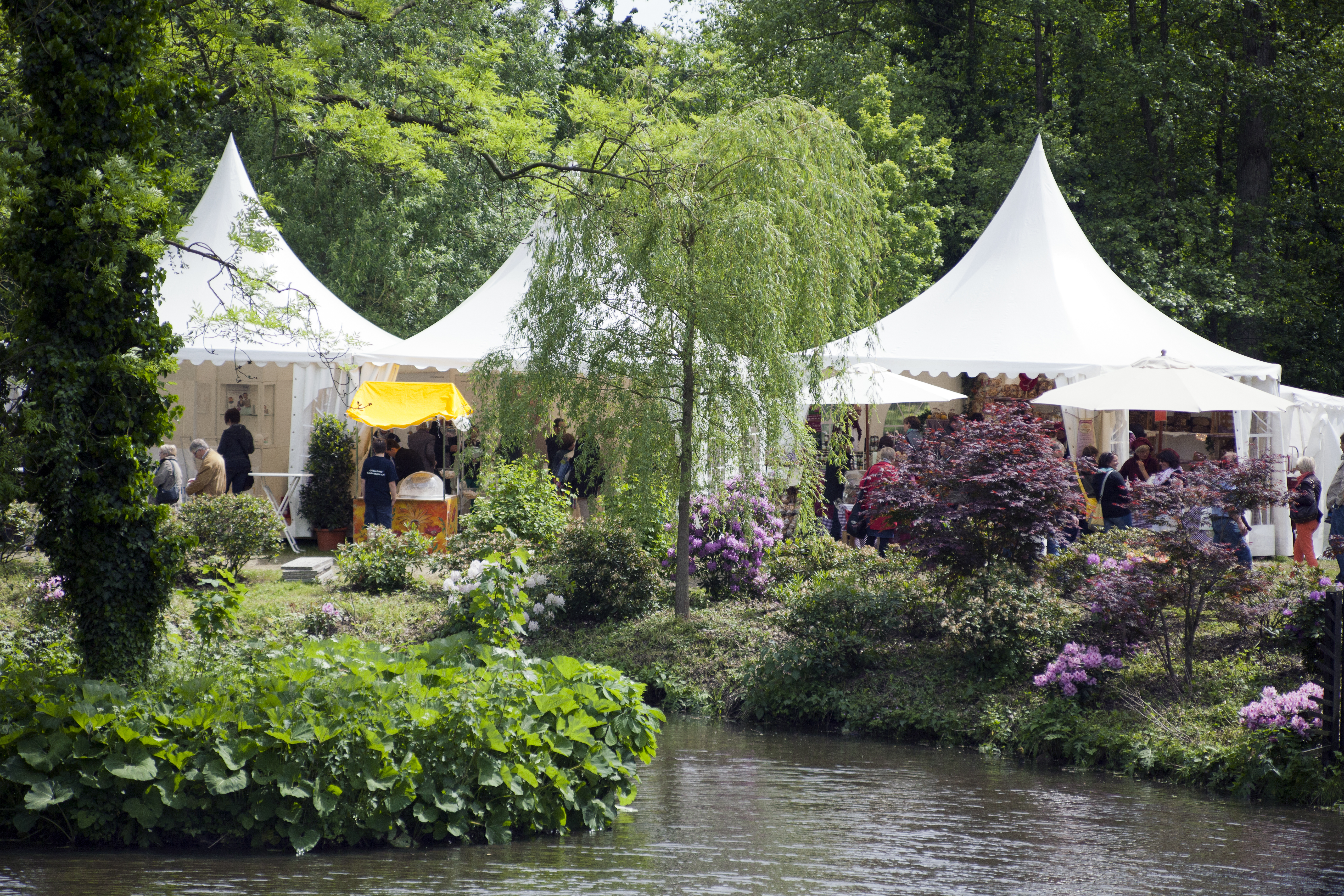
Frühling im Park auf Schloss Rheda

Im westlichen Bereich – in dem früher Gemüsebeete angelegt waren – finden die Besucher unter einer mächtigen Buche einen neu geschaffenen Apothekergarten.
Eine besondere Stellung nimmt innerhalb des Schlossgartens der Orangeriegarten ein. Er wurde als Schaugarten für die exotischen Gewächse angelegt. Der Garten wird heute von zwei Hainbuchenhecken gerahmt. Als auffällige Gestaltungselemente hat man eine rechteckige Rasenfläche mit diagonalen Wegen und einzelnen kugelförmig geschnittenen Buchsbäumen angelegt. Innerhalb eines Rondells steht ein rundes Wasserbecken mit Springstrahl.
Südlich vom Haupteingang zum Schloss Rheda führt ein Fußweg in das Gelände der Flora Westfalica. Nördlich der Vorburg gelangen die Besucher zur Hirschwiese und zum Fasanenwäldchen. Der ausgedehnte Laubmischwald wurde einstmals als fürstliches Wildgehege genutzt und diente zur Versorgung der Schlossbewohner mit frischem Wild. Die Schlosswiesen hinter dem Schloss wurden ehemals als Bleichen genutzt.
Von 2003 bis 2016 wurde im Schlosspark Rheda das Gartenfestival „Frühling im Park“ veranstaltet.
Dazu wurden auch immer wieder prominente Gäste eingeladen wie u. a. der Publizist Asfa-Wossen Asserate oder die Schauspielerin Gudrun Landgrebe. 2004 besuchte die englische Autorin Rosamunde Pilcher (1924–2019) ihre Großnichte Marissa auf Schloss Rheda. Marissa ist die Ehefrau von Maximilian zu Bentheim-Tecklenburg. Damals wurde eine Rose im Schlossgarten nach ihr benannt.

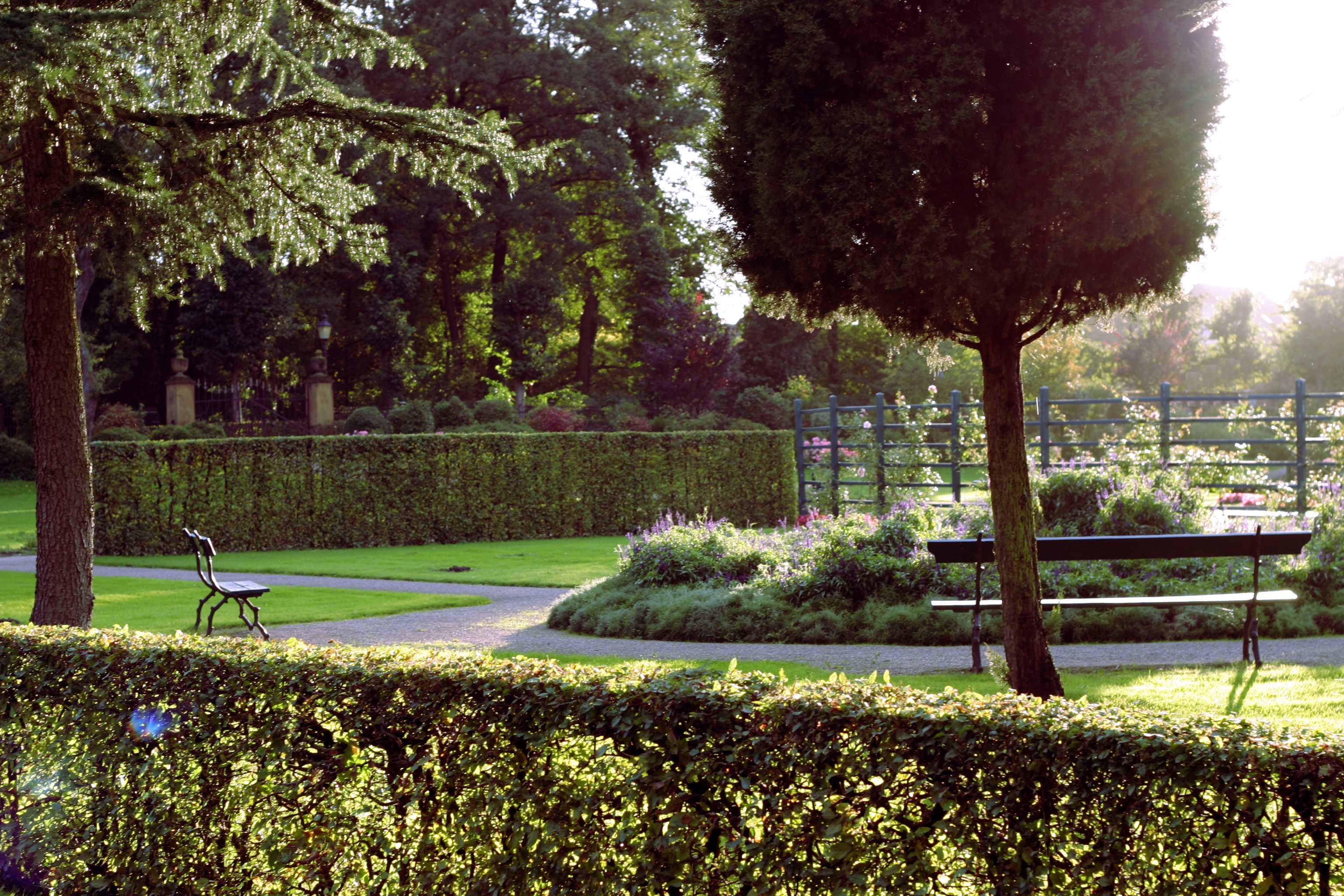
Schlossgarten Rheda (2013)

Erste Überlegungen zur Umgestaltung des Schlossparks fanden bereits Anfang 2004 statt. Danach erstellte das Landschaftsarchitekturbüro Bimberg aus Iserlohn im Jahre 2005 ein Entwicklungskonzept auf der Grundlage historischer Befunde und gartendenkmalpflegerischer Grundsätze. Wichtige Aspekte waren die Umlegung und Instandsetzung von Wegen, die Freilegung von Sichtachsen, die punktuelle Ergänzung der Parkvegetation (Unterpflanzung des Waldbestandes in Boskettform) und – als ganz wesentliche Maßnahme – die Wiedererrichtung einer bis in die Mitte des 20. Jahrhunderts existierenden Fußgängerbrücke über die Ems zwischen Schlosspark und Schlossgarten.
Im Frühjahr 2008 konnte der Schlosspark Rheda schließlich wieder der Öffentlichkeit übergeben werden.
Aufgrund ihrer Bedeutung für die „Geschichte der Gartenkunst“ wurden die Gartenanlagen von Schloss Rheda zusammen mit der angrenzenden Flora Westfalica, dem ehemaligen Landesgartenschaugelände, in das Europäische Gartennetzwerk (EGHN) aufgenommen.
Zum Schlosspark Rheda gehörte auch der um 1760 angelegte und 1889 aufgelöste Garten Dianenlust. Das kleine, alte Luisengärtchen ist der Privatgarten des Fürstenhauses und nicht öffentlich zugänglich.

### Schönes Altes Rheda
„Ich erinnere mich noch der alten Gestalt des Luisengärtchens, so benannt nach der Gemahlin Emil Friedrichs Luise Wittgenstein Hohenstein. Vom Häuschen zur Hausecke des Neuen Teiles waren heckenartig verschnittene Obstbäume gepflanzt, während in der Mitte ein kleiner Rasenplatz mit Efeu und einem Beet angelegt war. Auf dem Abhang des Walles gegenüber dem Waschhaus stand eine Laube aus Wein und nicht weit von ihr ein Apfelbaum, dessen Zweige ohne Stamm aus der Wurzel entsprangen und daher zum Klettern herrlich geeignet waren. Die Geißblattlaube grade gegenüber dem Häuschen des Luisengärtchens ist auch der jüngsten Generation noch bekannt. Nach Eingehen der Obstbäume versetzte meine Mutter etwa 1915 das Denkmal von Onkel Casimir und Tante Agnes ins Luisengärtchen; es hatte bisher an den Platanen an der Kegelbahn im Garten gestanden (Kinderspielplatz).“

## Trivia
Im 1988 eröffneten Kutschenmuseum im Marstall sind eine stattliche Anzahl von Kutschwagen, Schlitten und die 1788 in Gütersloh für das Schloss Rheda gebaute Feuerwehrspritze ausgestellt. Das zeitgleich eröffnete Museum im Komödienhaus zeigt eine Spielzeug- und Kostümsammlung.
Die Schloss- und Parkanlage Rheda ist Teil der 100-Schlösser-Route.